# Altes Pfarrhaus (Kilmeny)
Das Alte Pfarrhaus von Kilmeny ist ein ehemaliges Pfarrhaus nahe der Ortschaft Kilmeny auf der schottischen Hebrideninsel Islay. Es liegt westlich des kleinen Waldes, in dem sich die zugehörige Kilmeny Parish Church befindet, abseits der A846 wenige hundert Meter südwestlich von Ballygrant. 1971 wurde das Alte Pfarrhaus von Kilmeny in die schottischen Denkmallisten in der Kategorie B aufgenommen.

## Beschreibung
Das Alte Pfarrhaus von Kilmeny steht abseits der A846 zwischen den Weilern Kilmeny und Ballygrant. Die Kilmeny Parish Church befindet sich rund 200 Meter nordöstlich.
Das im einfachen Georgianischen Stil gehaltene Gebäude wurde 1828 von Thomas Telford zum Preis von 728  £ geplant und gebaut. Entlang der Vorderfront des zweistöckigen Hauses sind symmetrisch sechs Sprossenfenster angeordnet. Diese sind, ebenso wie die Gebäudekanten, mit rotem Sandstein abgesetzt. Zur Rückseite tritt zentral ein einstöckiger Anbau heraus. Beide Flügel schließen mit schiefergedeckten Satteldächern ab. An der Westseite tritt ein kurzer, einstöckiger Anbau mit Walmdach heraus. Alle Fassaden sind in der traditionellen Harling-Technik verputzt. Das Mauerwerk des zweigeschossigen Hauptgebäudes ist durchschnittlich 60 cm mächtig.